# Kráska a zvířený prach
Kráska a zvířený prach je studiové album českého zpěváka Dana Bárty a jeho skupiny Illustratosphere. Vydalo jej v březnu roku 2020 vydavatelství Warner Music Czech Republic. Producenty alba byli dva členové kapely, klávesista Filip Jelínek a kytarista Miroslav Chyška, koproducentem byl Bárta. Nahráno bylo v různých studiích mezi lednem 2019 a lednem 2020. Většina písní má české texty, ale jsou na něm také písně v angličtině („Haifa Hairdresser“ a „Happy Ginger“) a poprvé v historii Illustratosphere také ve slovenštině („Hrdina nášho času“). Český a slovenský text napsal Bárta, anglické texty jeho manželka Alžběta Plívová. Od předchozího alba Illustratosphere nazvaného Maratonika uplynulo sedm let, což je nejdelší doba mezi Bártovými deskami. Na albu se nachází také píseň „Oblaka dobra II“, což je nová verze písně s názvem bez číslovky, která vyšla na desce Maratonika. Jde o první album kapely, na kterém hraje bubeník Martin Valihora. Zároveň jde o vůbec první album kapely s českým názvem.

## Seznam skladeb
1. Jejich déšť
2. Kráska a zvířený prach
3. Jako póly
4. České probuzení
5. #HeToo
6. Haifa Hairdresser
7. Happy Ginger
8. Hrdina nášho času
9. Má němá tvář
10. Než o půltón výš vyletím
11. Nahá tma
12. Oblaka dobra II
13. Echoes of the Egoes of the Heroes

## Obsazení
- Dan Bárta – zpěv
- Filip Jelínek – klávesy
- Miroslav Chyška – kytara
- Robert Balzar – baskytara, kontrabas
- Martin Valihora – bicí, perkuse